# Inessa Jażborowska
Inessa Jażborowska (ros. Инесса Сергеевна Яжборовская, ur. 21 lutego 1931 w Moskwie, zm. 30 lipca 2021) – współczesna rosyjska historyczka, doktor habilitowana nauk historycznych, profesor Instytutu Socjologii Rosyjskiej Akademii Nauk, członkini Polsko-Rosyjskiej Grupy do Spraw Trudnych.

## Życiorys
Absolwentka Wydziału Historii Uniwersytetu Moskiewskiego, autorka przeszło 300 prac naukowych, w tym 10 monografii. Jedna z książek jej współautorstwa, "Katyń: zbrodnia chroniona tajemnicą państwową", została wydana w 1998 roku w Polsce (pozostałymi autorami tej książki są Anatolij Jabłokow i Jurij Zoria). Inessa Jażborowska jest również współautorką książki "Syndrom katyński w stosunkach polsko-radzieckich i polsko-rosyjskich" (ros. Катынский синдром в советско-польских и российско-польских отношениях, wyd. 1 Moskwa 2001, ISBN 5-8243-0197-2; wyd. 2 Moskwa 2009, ISBN 978-5-8243-1087-0) oraz książki "Rosja i Polska: syndrom wojny 1920 roku. 1914–1918–1920–1987–2004" (ros. Россия и Польша: синдром войны 1920 г. 1914–1918–1920–1987–2004, Moskwa 2005, ISBN 5-02-009864-7). Publikowała m.in. w "Zeszytach Katyńskich".
W latach 1987–1988 była członkinią komisji naukowców PRL i ZSRR badających stosunki między obydwoma krajami. Na początku lat 90. XX wieku pełniła funkcję ekspertki rosyjskiej Głównej Prokuratury Wojskowej w czasie śledztwa w sprawie zbrodni katyńskiej i była współautorką orzeczenia rosyjskiej Komisji Ekspertów z dnia 2 sierpnia 1993 roku.

## Wyróżnienia
W 2008 roku Rada Polskiej Fundacji Katyńskiej nadała Inessie Jażborowskiej Medal Dnia Pamięci Ofiar Zbrodni Katyńskiej, a 7 kwietnia 2011 roku Prezydent RP Bronisław Komorowski odznaczył ją Krzyżem Oficerskim Orderu Zasługi Rzeczypospolitej Polskiej za wybitne zasługi w upowszechnianiu prawdy katyńskiej.